# Dolichopeza francki
Dolichopeza francki är en tvåvingeart som beskrevs av Alexander 1932. Dolichopeza francki ingår i släktet Dolichopeza och familjen storharkrankar. Inga underarter finns listade i Catalogue of Life.